# Бонифатије Мисионар
Свети Бонифације (лат. Bonifacius) (680-755) је хришћански светитељ из 8. века, познат као апостол Немаца.
Рођен је у Винфриду, у краљевини Есекс. Био је мисионар који је ширио хришћанство у Франачком царству током 8. века. Био је први епископ града Мајнца, а данас се слави као светац - заштитник Немачке.
Године 755. је убијен у Фризији заједно са још 52 људи. Његови остаци су касније пренесени у Фулду, где је његов саркофаг постао местом ходочашћа. Бонифацијев живот и смрт су постали предмет бројних текстова, поготово хагиографија међу којима се истиче Вита Бонифатие аукторе Вилибалд, а иза себе је оставио и много писама, као и низ правних докумената.